# Anatole Vilzak
Anatole Vilzak (en russe Анатолий Вильзак) est un danseur et pédagogue américain d'origine russo-lituanienne, né à Vilnius le 29 août 1896 et mort à San Francisco le 15 août 1998.
Élève de Michel Fokine à l'École de danse de Saint-Pétersbourg, il rejoint le Théâtre Mariinsky en 1915 et attire l'attention de Mathilde Kschessinska dont il devient le partenaire régulier, tout en dansant également avec Tamara Karsavina et Olga Spessivtseva.
En 1921, avec sa femme Ludmilla Schollar, il intègre les Ballets russes de Serge de Diaghilev dont il est principal danseur jusqu'en 1925. Il crée notamment Les Biches et Les Fâcheux de Bronislava Nijinska en 1924.
En 1925 il danse au Teatro Colón puis, en 1928, il rejoint Nijinska dans la compagnie d'Ida Rubinstein avec laquelle il participe à la création du Boléro de Maurice Ravel. Il danse ensuite pour Kurt Jooss et au Théâtre Mogador de Paris, est maître de ballet à Riga (1932-1934), danse à l'Opéra russe à Paris et aux Ballets russes de Monte-Carlo.
Émigrant aux États-Unis en 1936, il se produit au Metropolitan Opera dans des divertissements de George Balanchine et se consacre ensuite à l'enseignement de la danse. Il ouvre une école à New York, enseigne à la School of American Ballet et, à partir de 1966, à la San Francisco Ballet School. Il y donne ses derniers cours en 1996, à l'âge de cent ans.
Doué d'une technique précise et de qualités de comédien, excellent pédagogue, il a transmis à plusieurs générations de danseurs américains les bases de l'école russe de ballet.

## Note
1. ↑  Certaines sources donnent Saint-Pétersbourg le 31 août 1896.